# 多浪街道
多浪街道，是中华人民共和国新疆维吾尔自治区阿克苏地区阿克苏市下辖的一个街道办事处。
2014年11月14日，新疆维吾尔自治区人民政府批复同意将现英巴扎街道办事处管辖的英巴格社区、林园社区以及阿依库勒镇部分区域划入，设立多浪街道办事处，街道办事处驻现英巴格社区居委会办公楼

## 行政区划
多浪街道下辖以下地区：
英巴格社区、依尔玛社区、巴里当社区、布拉克贝西社区、林园社区。